# 恐怖寫實主義
恐怖寫實主義（英語：Horror Realism）是一種發端於中國並遍及東亞各國的敘事文學傳統，這類作者往往透過創作恐怖故事，批判政治、社會、人性的各種問題。2019年台灣小說家林秀赫在小說《儚：恐怖成語故事》後記，首次提出中國及東亞的小說創作存在一個恐怖寫實主義的傳統。

## 歷史與理論
自中國古今小說之祖《汲塚瑣語》開始，之後的魏晉志怪小說、唐傳奇、宋元明筆記小說，清代的《聊齋誌異》、《閱微草堂筆記》，以及東亞各國的恐怖故事集，這些作品都在恐怖之中寄寓作者的理念，深刻反應當時的社會問題。

### 中國
- 冥報說

中研院中國文哲研究所研究員劉苑如在考察六朝志怪小說之後，認為這些故事具有「導異為常」的模式：「「形見」的目的則是藉由鬼道解決人生未決的問題，而將主題意識扣上「報」這個本土心理中人際關係的基本課題。換言之，鬼怪的「形見」正是以違常、異常形式，解決人世間的諸多不平與不公，報怨、報仇或報恩，或解釋亂世中的福報與果報；其終極目的都是想要藉此「導異為常」，以期回歸於超乎現世之終極「秩序」與「常道」。此一模式不僅在敘事文學中形成一種怪誕文學的審美趣味，也成為此後鬼怪文化的模型。」

- 孤憤說

蒲松齡在《聊齋誌異》自誌中稱其書為「孤憤之書」。學者黃麗卿認為蒲松齡：「藉由小說人物所轉化的核心價值，試圖來回應官場、科舉、人倫、風俗等現實社會種種的困境，進而要側重的是，唯有喚醒人的「真性情」，才能真正化解現實環境中的種種弊端，如扭曲、慘刻與沉墮等問題。」

### 日本
上田秋成在《雨月物語》自序認為讀者閱讀本書，當成虛構即可，卻不能忽略小說「鑑事實於千古」的作用。

## 代表作品
- 《聊齋誌異》－蒲松齡
- 《閱微草堂筆記》－紀昀
- 《雨月物語》－上田秋成
- 《怪談》－小泉八雲
- 《富江》《漩渦》等－伊藤潤二恐怖漫畫系列
- 《儚：恐怖成語故事》－林秀赫